# (2905) Plaskett
(2905) Plaskett ist ein Asteroid des Hauptgürtels, der am 24. Januar 1982 vom US-amerikanischen Astronomen Edward L. G. Bowell an der Anderson Mesa Station (IAU-Code 688) des Lowell-Observatoriums in Coconino County entdeckt wurde.
Der Asteroid wurde nach den kanadischen Astronomen John Stanley Plaskett (1865–1941) und Harry Hemley Plaskett (1893–1980) benannt, die als Vater und Sohn beide am Dominion Astrophysical Observatory in Saanich (British Columbia), Kanada tätig waren und zu den wenigen Familien gehörten, in denen mehr als ein Mitglied mit der Goldmedaille der Royal Astronomical Society ausgezeichnet wurde.